# Vidigueira
Vidigueira (vidi'gɐiɾɐ) è un comune portoghese di 6 188 abitanti situato nel distretto di Beja.
È un centro agricolo del Baixo Alentejo. La Igreja de Nossa Senhora das Reliquias ha accolto le spoglie, poi trasferite a Lisbona, di Vasco da Gama (1469-1524) il navigatore e colonizzatore dell'India, cui il re dom Manuel I aveva conferito il titolo di "conte di Vidigueira". Il suo blasone, la croce dell'Ordine di Cristo e la data 1520 sono sulla Torre do Relogio del paese.
A 5 km l'area archeologica di São Cuculate, rovine di una villa romana del I secolo d.C. in seguito occupata da monaci benedettini che nel sec. IV vi fondarono un monastero, occupato poi dagli Arabi. Dopo la Reconquista i monaci la riutilizzarono e a questo periodo sono attribuibili le pitture murarie più antiche nell'abside ricavata dal riutilizzo dei resti dell'antica villa con muri in mattoni. Altre pitture murali sulla volta e alle pareti risalgono al XVII secolo. Attorno alle parti murarie alzate sono state trovate e portate alla luce le fondazioni di alcune parti dell'antica villa romana.
A 22 km a sud c'è il paese agricolo di Alvito dominato da un castello di stile moresco della fine del sec. XV. Vicino al castello la Igreja Matrix con azujos del 1647.
A 15 km a nord attraverso un paesaggio collinare con estese coltivazioni, querce ed olivi, si giunge a Portel paese con un castello medioevale posto ai piedi della Serra de Portel,  sul cui punto più elevato c'è la ermida de São Pedro (eremo di San Pietro) ricostruita nel XVI secolo.

## Società

### Evoluzione demografica
| Popolazione di Vidigueira (1801 – 2004) | Popolazione di Vidigueira (1801 – 2004) | Popolazione di Vidigueira (1801 – 2004) | Popolazione di Vidigueira (1801 – 2004) | Popolazione di Vidigueira (1801 – 2004) | Popolazione di Vidigueira (1801 – 2004) | Popolazione di Vidigueira (1801 – 2004) | Popolazione di Vidigueira (1801 – 2004) | Popolazione di Vidigueira (1801 – 2004) |
| --------------------------------------- | --------------------------------------- | --------------------------------------- | --------------------------------------- | --------------------------------------- | --------------------------------------- | --------------------------------------- | --------------------------------------- | --------------------------------------- |
| 1801                                    | 1849                                    | 1900                                    | 1930                                    | 1960                                    | 1981                                    | 1991                                    | 2001                                    | 2004                                    |
| 3277                                    | 5759                                    | 8813                                    | 10621                                   | 10594                                   | 7405                                    | 6305                                    | 6188                                    | 6019                                    |

## Freguesias
- Pedrógão
- Selmes
- Vidigueira
- Vila de Frades